# Peter Böhme (Maueropfer)

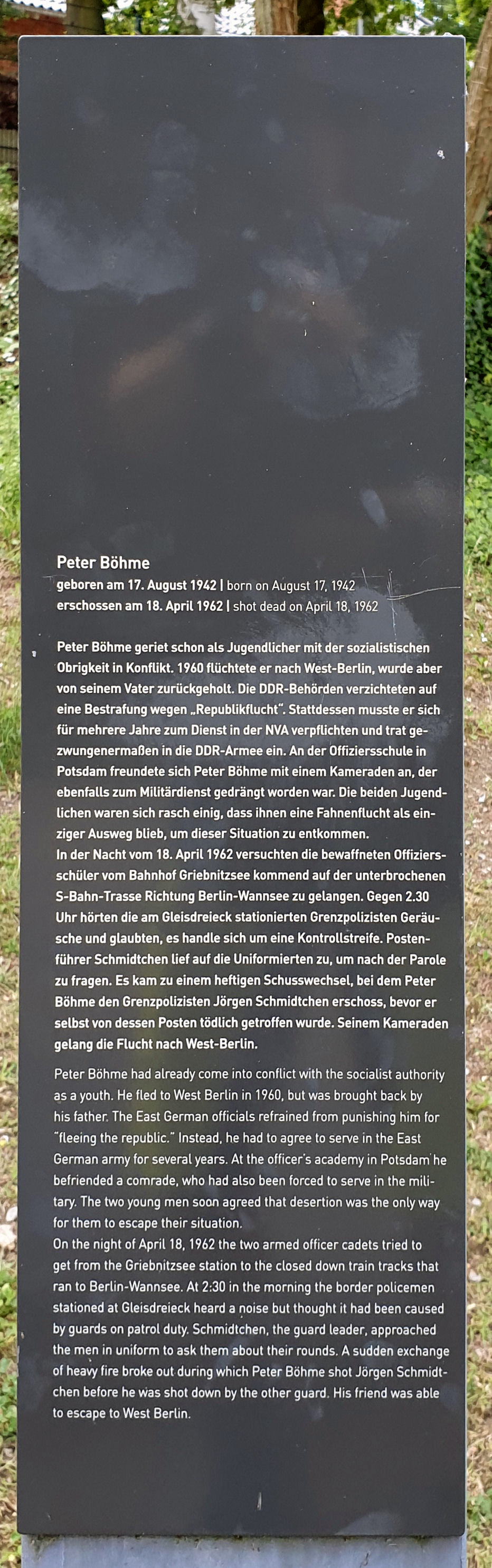
Gedenktafel in Babelsberg

Peter Böhme (* 17. August 1942 in Chemnitz; † 18. April 1962 in Potsdam) war ein Todesopfer an der Berliner Mauer. Beim Versuch die Grenze zwischen Potsdam und West-Berlin zu überqueren, erschoss er zunächst den Grenzpolizisten Jörgen Schmidtchen und kam dann selbst ums Leben.

## Leben
Peter Böhme wuchs in Karl-Marx-Stadt auf. Schon in der Schule hatte er einen ersten Kontakt mit den Behörden, nachdem er Jeans in West-Berlin kaufte. Nach der Schule fing er eine Kfz-Mechaniker-Lehre an, die er nach einer Flucht aus der DDR 1960 abbrechen musste. Sein Vater holte ihn aus West-Berlin zurück. Die Behörden der DDR forderten ihn zu einer mehrjährigen Verpflichtung zum Dienst in der Nationalen Volksarmee auf, den er im April 1960 begann. Bei der NVA ging er Ende 1961 auf die Flak- und Artillerie-Schule in Geltow bei Potsdam. Dort traf er auf Wolfgang G., der ebenfalls wegen Vergehen zum Dienst gezwungen wurde. Gemeinsam beschlossen sie, Fahnenflucht zu begehen und begannen im Frühjahr 1962 mit den Vorbereitungen.
In der Nacht zum 17. April 1962 stahl das Duo zwei Pistolen und passende Munition aus einem Waffenschrank in ihrer Offiziersschule. Der Diebstahl wurde am nächsten Morgen entdeckt. Böhme und G. setzten sich ab und gingen zu Fuß in das acht Kilometer entfernte Potsdam. Dort versteckten sie sich tagsüber. In der folgenden Nacht auf den 18. April begaben sie sich nach Potsdam-Babelsberg und gingen dort auf den Gleisen des Bahnhof Griebnitzsee Richtung West-Berlin. In der Annahme, dass die zwei Uniformierten eine Grenzpatrouille seien, verließ der Grenzpolizist Jörgen Schmidtchen, der mit einem weiteren Grenzpolizisten Dienst hatte, seine Stellung und lief den beiden entgegen. Als er sie nach der Parole fragte, kam es zu einem Schusswechsel, in dessen Verlauf Peter Böhme und – von Böhmes Waffe – Jörgen Schmidtchen tödlich getroffen wurden. Wolfgang G. gelang die Flucht in den Westen.
Die Flucht wurde in den beiden deutschen Staaten unterschiedlich aufgenommen. Während die Presse der DDR von einem gemeinen Verbrechen und einem Grenzdurchbruch durch Agenten berichtete, schrieben westliche Medien von einer Notwehrhandlung und gezieltem Mord an dem Flüchtling. Die Behörden der DDR forderten die Auslieferung des geflüchteten „Mörders“. Bei der Wiederaufarbeitung der Geschehnisse nach der deutschen Wiedervereinigung wurde festgestellt, dass Jörgen Schmidtchen durch eine Kugel aus Peter Böhmes Waffe starb. Böhme starb durch eine Kugel aus der Dienstwaffe des zweiten Grenzpolizisten, dem Notwehr zugebilligt wurde. Wolfgang G. wurde nach seiner Flucht vom Ministerium für Staatssicherheit jahrelang bespitzelt.